# Lac Mascardi
Le lac Mascardi, en Argentine, est un lac andin d'origine glaciaire situé à l'ouest de la province de Río Negro, en Patagonie, dans le département de Bariloche. 

## Toponymie
Son nom rappelle celui du Père jésuite Nicolás Mascardi, qui dans la deuxième moitié du XVIIe siècle établit une mission sur les rives du lac Nahuel Huapi.

## Description

Carte du parc national Nahuel Huapi.

Le lac a une longueur maximale de 23 km, une largeur maximale de 4 km, et une profondeur maximale de 218 mètres. Il est situé entièrement au sein du parc national Nahuel Huapi. 
Il a une forme en V, dont l'un des bras se dirige vers le nord-ouest (Bras Tronador), et l'autre vers le nord-nord-est (Bras Catedral). Non loin de l'angle sud se trouve l'Isla Corazón en forme de cœur. Il reçoit par son extrémité nord-ouest les eaux du río Manso supérieur. Son émissaire, le río Manso moyen, prend naissance dans une large baie située au niveau de son extrémité sud-ouest et se jette peu après dans le lac Los Moscos.
À la sortie du lac, le río Manso roule en moyenne 35 m3/s.
L'éperon qui sépare les deux bras du lac est dominé par le Cerro General Justo (1669 mètres). Au nord de ce sommet se trouve une zone déprimée occupée par la pittoresque lagune Llum. 
Sur sa rive sud, se trouve Villa Mascardi. À ce niveau le lac reçoit les eaux de l'arroyo Guillelmo, émissaire du lac Guillelmo. Depuis Villa Mascardi, part une route de gravier qui se dirige vers l'ouest le long de la rive ouest du Bras Tronador, et permet d'accéder à la localité de Pampa Linda et au mont Tronador.

## Accès
On accède au lac Mascardi par la route nationale 40 (secteur allant d'El Bolsón à San Carlos de Bariloche) qui suit la rive orientale du Bras Catedral, et qui, plus au nord, longe aussi le lac Gutiérrez. 

## Tourisme et pêche
Le lac est navigable, et l'on y pratique la pêche sportive. Il possède de nombreuses baies peu profondes protégées par des roseaux qui apportent nourriture et protection à une importante population de salmonidés. Parmi ces espèces on trouve l'omble de fontaine (truite mouchetée) (Salvelinus fontinalis), la truite arc-en-ciel (Oncorhynchus mykiss) et la truite fario (Salmo trutta). Leur poids moyen atteint de 1 à 1,5 kilos, mais il existe des exemplaires de truite fario de plus de 3 kilos.